# Sanding (Malangbong)
Sanding is een bestuurslaag in het regentschap Garut van de provincie West-Java, Indonesië. Sanding telt 7932 inwoners (volkstelling 2010).